# Jasmin Siebelitz
Jasmin Siebelitz (* 1997 oder 1996 in Deutschland) ist eine deutsche Judoka, die Deutschland zweimal bei Special Olympics World Sommerspielen vertreten hat. Sie gewann in beiden Spielen Gold.

## Leben und Karriere
Siebelitz ist eine Sportlerin mit einer geistigen Behinderung. Sie lebt in Nordrhein-Westfalen und arbeitet in einer Behindertenwerkstatt, die Gärten pflegt, wie sie selbst in einem Interview angab. Sie gehörte dem Judoverein 1. Budokan Hünxe in Hünxe-Bucholtwelmen an, wo sie von Gabriele Gramsch in ID-Judo trainiert wurde. Ihr Vorbild im Judo ist Karl-Richard Frey.
Siebelitz wurde 2015 ausgewählt, um bei den Special Olympics World Sommerspielen in Los Angeles teilzunehmen und konnte in der Wettkampfklasse 2 die Goldmedaille gewinnen. Ihr betreuender Trainer für die Weltspiele war der Landeskadertrainer Frank Schuhknecht.
Anschließend nahm Siebelitz an mehreren nationalen und internationalen Judo-Wettbewerben teil. 2017 wurde sie in Köln bei der Weltmeisterschaft in der Klasse Level 1 bei den Frauen bis 63 kg Erste, und konnte diesen Erfolg zwei Jahre später in Köln, dieses Mal in der Kategorie bis 70 kg, wiederholen. Bei den ersten European ID-Judo Championships 2018, die in London durchgeführt wurden, kam sie bei den Frauen bis 70 kg im Level 1 auf den zweiten Platz.
An den Special Olympics in Abu Dhabi 2019 nahm Siebelitz ebenfalls teil, sie gewann dort ihre zweite olympische Goldmedaille in der Wettkampfklasse 1. Betreuender Trainer der deutschen Judokas bei den Spielen war Alwin Brenner.
Anschließend beendete Jasmin Siebelitz ihre aktive Karriere im ID-Judo.